# Artemas Ward
Artemas Ward (Shrewsbury, Massachusetts 26 de noviembre de 1727 - ibídem 28 de octubre de 1800) fue un general de la Guerra de Independencia de los Estados Unidos y congresista por Massachusetts.

## Primeros años y carrera
Fue el sexto de los siete hijos de Nahum Ward, capitán de barco, comerciante y jurista. Tras educarse en colegios públicos y compartír un profesor con sus hermanos, se graduó en Harvard en 1748, donde enseñó durante unos años. 
El 31 de julio de 1750 se casó con Sarah Trowbridge en Groton (Massachusetts). La joven pareja regresó a Shrewsbury para abrir una tienda tradicional. En los siguientes 15 años, tuvieron ocho hijos. 
En 1751 fue nombrado asesor del condado de Worcester. Al año siguiente fue elegido como juez de paz y empezó a servir en la provincia de la bahía de Massachusetts.

## Guerra franco-india (1754-1758)
En 1755 la milicia fue reestructurada y Ward fue nombrado Comandante del tercer regimiento, que procedía del condado de Worcester (Massachusetts). Ellos sirvieron como fuerzas de guarnición en la frontera oeste de Massachusetts. Esta tarea le ocupó entre 1755 y 1757, cuando fue nombrado coronel del tercer regimiento de la milicia del condado de Middlesex (Massachusetts). En 1758 el regimiento marchó, junto con los hombres de James Abercromby hacia el fuerte Ticonderoga.

## Entre guerras
En 1762, Ward regresó a Shrewsbury y trabajó en el comité de impuestos de la Corte General, junto a Samuel Adams y John Hancock. Aquí denunció los actos injustos que el parlamento británico tenía para con los coloniales, de forma que el gobernador colonial François-Bernard Lépicié anuló su puesto militar en 1767. Pero los soldados votaron por él como su comandante por unanimidad, por lo que el gobernador abolió la asamblea, a lo que el pueblo de Massachusetts respondió creando una comisión para crear una milicia, y nombrando a Ward su comandante en jefe.

## Guerra de independencia americana (1775-1783)
Después de las Batallas de Lexington y Concord el 19 de abril de 1775, los coloniales (también llamados rebeldes o patriotas) persiguieron a los británicos hasta Boston y comenzaron el Asedio de Boston. Al principio Ward dirigía a sus hombre desde su lecho de enfermos, pero luego movió su cuartel a Cambridge. Pronto, los gobiernos provisionales de Nuevo Hampshire y Connecticut lo nombraron líder de sus tropas participantes en el asedio.
Más fuerzas británicas llegaron en mayo, y en junio Ward supo sobre sus planes de invadir Bunker Hill, y delegó su mando al general Israel Putnam y al coronel William H. Prescott. Mientras tanto, el Congreso Continental había creado la Armada Continental, y nombraron a Ward teniente-general y a George Washington, segundo en el mando. En los siguientes nueve meses, se ocupó de entrenar a la milicia para convertirla en la Armada Continental más profesional.
Después de la evacuación el 17 de marzo de 1776, Washington mandó la armada a Nueva York, y Ward tomó el mando del departamento del este, pero pronto tuvo que resignar a este cargo debido a un empeoramiento de su salud.

## Después de la guerra y muerte
Incluso durante su servicio militar, Ward servía como jurista de la Corte durante 1776 y 1777. Fue presidente del Consejo ejecutivo del estado de Massachusetts hasta 1779 y miembro de la Cámara de representantes de Massachusetts de 1779 a 1785. Además fue elegido dos veces para la Cámara de Representantes de los Estados Unidos entre 1791 y 1795.
Ward murió en su casa en Shreswury el 28 de octubre de 1800. Su biznieto Artemas Ward escribió la Enciclopedia Grocer (The Grocer´s Encyclopedia), publicada en 1911.

## Legado
La casa donde vivió toda su vida se convirtió en el museo Casa Artemas Ward, conservado por la Universidad de Harvard, a la que el biznieto de Ward donó cuatro millones de dólares para erigir una estatua en Washington D. C.